# Münzenberg
Münzenberg là một thị trấn ở huyện Wetterau trong bang Hessen, Đức. Đô thị Münzenberg có diện tích km², dân số thời điểm ngày 31 tháng 12 năm 2006 là người. Đô thị này có cự ly 13 km về phía bắc của Friedberg, và 16 km về phía đông nam Gießen.